# Championnats du monde de patinage artistique 1957
Navigation
Mondiaux 1956 Mondiaux 1958
Les championnats du monde de patinage artistique 1957 ont lieu du 26 février au 2 mars 1957 à la patinoire de Broadmoor de Colorado Springs aux États-Unis. 

## Qualifications
Les patineurs sont éligibles à l'épreuve s'ils représentent une nation membre de l'Union internationale de patinage (International Skating Union en anglais). Les fédérations nationales sélectionnent leurs patineurs en fonction de leurs propres critères.
L'Union internationale de patinage autorise chaque pays à avoir de une à quatre inscriptions par discipline. 

## Podiums
| Épreuves                            | Or                            | Argent                               | Bronze                        |
| ----------------------------------- | ----------------------------- | ------------------------------------ | ----------------------------- |
| Messieurs résultats détaillés       | David Jenkins                 | Tim Brown                            | Charles Snelling              |
| Dames résultats détaillés           | Carol Heiss                   | Hanna Eigel                          | Ingrid Wendl                  |
| Couples résultats détaillés         | Barbara Wagner / Robert Paul  | Marika Kilius / Franz Ningel         | Maria Jelinek / Otto Jelinek  |
| Danse sur glace résultats détaillés | June Markham / Courtney Jones | Geraldine Fenton / William McLachlan | Sharon McKenzie / Bert Wright |

## Tableau des médailles
| Rang  | Nation               | Or | Argent | Bronze | Total |
| ----- | -------------------- | -- | ------ | ------ | ----- |
| 1     | États-Unis           | 2  | 1      | 1      | 4     |
| 2     | Canada               | 1  | 1      | 2      | 4     |
| 3     | Royaume-Uni          | 1  | 0      | 0      | 1     |
| 4     | Autriche             | 0  | 1      | 1      | 2     |
| 5     | Allemagne de l'Ouest | 0  | 1      | 0      | 1     |
| Total | Total                | 4  | 4      | 4      | 12    |

## Détails des compétitions

### Messieurs
| Rang | Nom                   | Nation               | Places | Points | Fig. impo. | Prog. libre |
| ---- | --------------------- | -------------------- | ------ | ------ | ---------- | ----------- |
| 1    | David Jenkins         | États-Unis           | 7      | 1337.0 | 1          | 1           |
| 2    | Tim Brown             | États-Unis           | 16     |        | 2          | 3           |
| 3    | Charles Snelling      | Canada               | 22     |        | 3          | 2           |
| 4    | Alain Giletti         | France               | 33     |        |            | 4           |
| 5    | Tom Moore             | États-Unis           | 35     |        | 5          |             |
| 6    | Norbert Felsinger     | Autriche             | 41     |        | 4          |             |
| 7    | Donald Jackson        | Canada               | 49     |        | 10         | 5           |
| 8    | Robert Brewer         | États-Unis           | 59     |        |            |             |
| 9    | Alain Calmat          | France               | 58     |        |            |             |
| 10   | Michael Booker        | Royaume-Uni          | 66     |        |            |             |
| 11   | Manfred Schnelldorfer | Allemagne de l'Ouest | 81     |        |            |             |
| 12   | Hubert Köpfler        | Suisse               | 83     |        |            |             |
| 13   | Yukio Nishikura       | Japon                | 90     |        |            |             |
| 14   | Hideo Sugita          | Japon                | 98     |        |            |             |
| 15   | Kazuo Ohashi          | Japon                | 105    |        |            |             |
| 16   | Charles Keeble        | Australie            | 111    |        |            |             |
| 17   | William Cherrell      | Australie            | 117    |        |            |             |

### Dames
| Rang | Nom               | Nation               | Places | Points | Fig. impo. | Prog. libre |
| ---- | ----------------- | -------------------- | ------ | ------ | ---------- | ----------- |
| 1    | Carol Heiss       | États-Unis           | 7      |        | 1          | 1           |
| 2    | Hanna Eigel       | Autriche             | 17     |        | 3          |             |
| 3    | Ingrid Wendl      | Autriche             | 21     |        | 2          |             |
| 4    | Carole Jane Pachl | Canada               | 27     |        |            |             |
| 5    | Claralyn Lewis    | États-Unis           | 40     |        |            |             |
| 6    | Hanna Walter      | Autriche             | 43     |        |            |             |
| 7    | Joan Schenke      | États-Unis           | 71     |        |            |             |
| 8    | Nancy Heiss       | États-Unis           | 63     |        |            |             |
| 9    | Erica Batchelor   | Royaume-Uni          | 75     |        |            |             |
| 10   | Karen Dixon       | Canada               | 75     |        |            |             |
| 11   | Ina Bauer         | Allemagne de l'Ouest | 79     |        |            |             |
| 12   | Sjoukje Dijkstra  | Pays-Bas             | 89     |        |            |             |
| 13   | Joan Haanappel    | Pays-Bas             | 84     |        |            |             |
| 14   | Margaret Crosland | Canada               | 87     |        |            |             |
| 15   | Ilse Musyl        | Autriche             | 87     |        |            |             |
| 16   | Emma Giardini     | Italie               | 104    |        |            |             |
| 17   | Junko Ueno        | Japon                | 118    |        |            |             |
| 18   | Carla Tichatschek | Italie               | 128    |        |            |             |
| 19   | Yuko Araki        | Japon                | 132    |        |            |             |
| 20   | Alice Fischer     | Suisse               | 137    |        |            |             |

### Couples
| Rang | Nom                                | Nation               | Places | Points |
| ---- | ---------------------------------- | -------------------- | ------ | ------ |
| 1    | Barbara Wagner / Robert Paul       | Canada               | 8      |        |
| 2    | Marika Kilius / Franz Ningel       | Allemagne de l'Ouest | 16.5   |        |
| 3    | Maria Jelinek / Otto Jelinek       | Canada               | 17.5   |        |
| 4    | Nancy Ludington / Ronald Ludington | États-Unis           | 31     |        |
| 5    | Joyce Coates / Anthony Holles      | Royaume-Uni          | 32     |        |

### Danse sur glace
| Rang | Nom                                  | Nation               | Places | Points | Danses imposées | Danse libre |
| ---- | ------------------------------------ | -------------------- | ------ | ------ | --------------- | ----------- |
| 1    | June Markham / Courtney Jones        | Royaume-Uni          | 5      |        | 1               | 1           |
| 2    | Geraldine Fenton / William McLachlan | Canada               | 11     |        | 2               | 2           |
| 3    | Sharon McKenzie / Bert Wright        | États-Unis           | 16     |        | 3               | 3           |
| 4    | Joan Zamboni / Ronland Junso         | États-Unis           | 22     |        |                 |             |
| 5    | Barbara Thompson / Gerard Rigby      | Royaume-Uni          | 27     |        | 6               |             |
| 6    | Cathrine Morris / Michael Robinson   | Royaume-Uni          | 29     |        |                 |             |
| 7    | Carmel Bodel / Edward Bodel          | États-Unis           | 35     |        |                 |             |
| 8    | Beverly Orr / Hugh Smith             | Canada               | 39     |        |                 |             |
| 9    | Sigrid Knacke / Günther Koch         | Allemagne de l'Ouest | 42     |        |                 |             |
| 10   | Christiane Elien / Claude Lambert    | France               | 51     |        |                 |             |
| 11   | Edith Peikert / Hans Kutschera       | Autriche             | 53     |        |                 |             |